# Hiromi Takeuchi
Hiromi Takeuchi (Japans: 竹内 洋美) (Tokio, 14 maart 1966) is een Japans shorttrackster en langebaanschaatsster.
Op de Olympische Winterspelen van 1988 was shorttrack een demonstratiesport waarbij geen medailles werden uitgereikt. Takeuchi nam aan alle afstanden deel, en met de 3000 meter aflossing behaalde het Japanse team de tweede plaats.
Op de Olympische Winterspelen van 1992 behaalde het Japanse team met Takeuchi de vierde plaats en viel het net buiten de medailles. Wel reed het team in de halve finale een nieuw olympisch record van 4:37.08.
Op de wereldkampioenschappen shorttrack 1983 en de wereldkampioenschappen shorttrack 1984 behaalde ze een bronzen medaille.

## Records
| Afstand    | Tijd    | Datum            | Baan      |
| ---------- | ------- | ---------------- | --------- |
| 500 meter  | 44.55   | 11 januari 1986  | Karuizawa |
| 1000 meter | 1:30.75 | 21 december 1985 | Shibukawa |
| 1500 meter | 2:16.46 | 9 december 1988  | Matsumoto |
| 3000 meter | 4:54.15 | 13 december 1986 | Matsumoto |
| 5000 meter | 8:23.83 | 13 januari 1987  | Obihiro   |

Wereldrecords
Takeuchi had de wereldrecords op meerdere shorttrack-afstanden:
- 1000 meter
- 3000 meter
- 3000 meter aflossing